# Popular Electronics
Ziff-Davis startade Popular Electronics oktober 1954 som ett månadsmagasin för studenter och experimentlystna. Popular Electronics blev snart "världens mest sålda elektronikmagasin" i april 1957. 1965 hade Popular Electronics en upplaga på 410000 exemplar. I januari 1972 sammanfördes World Electronics med Popular Electronics.
Under 1980-talet förändras hobbymarknaden för elektronik från att vara hobbyprojekt med transistorer och integrerade kretsar till att mer handla om kort för datorer. I november 1982 fick tidningen namnet Computers & Electronics fram till april 1985. Många av tidningens redaktörer och författare flyttade över till en ny tidning - Modern Electronics. Namnet Popular Electronics säljs till Gernsback Publications som februari 1989 döper om sin tidning Hands-on Electronics till Popular Electronics. Denna version gavs ut fram till den fusionerades med Electronics Now för att bli Poptronics i januari 2000. I slutet av 2002 gick Gernsback Publications ur verksamheten och i januari 2003 gavs det sista numret av Poptronics ut.
Popular Electronics vände sig till hobbymarknaden inom elektronik och i varje nummer fanns flera artiklar med konstruktioner. Författarna fick bara några hundra dollar i betalning för sina artiklar men de verkliga pengarna kom när de sålde byggsatser baserade på sina artiklar. I mitten av 1960-talet får företaget Southwest Technical Products Corp (SWTPC) rätten att skriva artiklar och sälja kompletta byggsatser. Läsaren kunde kanske själv få ihop byggsatsernas delar men oftast hade konstruktören en svårfunnen komponent med i byggsatsen för att motverka detta.
Under femårsperioden mellan 1967 och 1971 publicerade Southwest Technical Products Corp (SWTPC) över 50 artiklar i Popular Electronics skrivna av Daniel Meyer, Don Lancaster, Lou Garner och andra. Under 1967 hade de hela sju artiklar på framsidan av tidningen. Runt 1971 infann sig vissa redaktionella förändringar på Popular Electronics vilket orsakade att Daniel Meyer och Don Lancaster istället började skriva för Radio-Electronics. Författaren John Simonton från PAiA Electronics (Music Synthesizers) skrev dock för bägge tidningarna.
Konkurrensen hårdnade mellan Radio-Electronics och Popular Electronics i mitten av 1970-talet. I juli 1974 publicerade Radio-Electronics Jon Titus artikel "Mark 8 Personal Minicomputer". I januari publicerade Popular Electronics 1975 artikeln "SWTPC MITS Altair 8800". Popular Electronics artikel blev i vilket fall den mest berömda.
Upphovsrätten för Radio-Electronics och Popular Electronics ägs idag av Poptronix.
Tidningen innehöll tester, byggsatser och nyheter inom elektroniksektorn. Den fanns hos många gör-det-själv-elektroniker.

## Exempel på artiklar
| Titel                                                               | Författare                             | Datum  | Sidor                    |
| ------------------------------------------------------------------- | -------------------------------------- | ------ | ------------------------ |
| Ultrasonic Sniffer                                                  | Daniel Meyer                           | mar-63 | Framsida, 41-44, 116     |
| An Adjustable Speech Filter                                         | Daniel Meyer                           | maj-64 | 49-52                    |
| Experimenting with sonar                                            | Daniel Meyer                           | sep-64 | Framsida, 41-45, 102     |
| Bargain page amplifier                                              | Daniel Meyer                           | okt-64 | Framsida, 69-72          |
| Build a Miniature R/Ceiver                                          | Daniel Meyer                           | apr-65 | Framsida, 39-41, 94      |
| FM Wireless Microphone                                              | Daniel Meyer                           | maj-65 | Framsida, 35-38          |
| R/C Transmitter                                                     | Daniel Meyer                           | jun-65 | 67-70                    |
| Super-Sens (electronic relay)                                       | Louis E. Garner Jr.                    | nov-65 | 57-62, 110-111           |
| Reverb for your car                                                 | Daniel Meyer                           | feb-66 | Framsida, 50-53, 98      |
| Build the Ultrasonic Omni-Alarm                                     | Daniel Meyer                           | apr-66 | Framsida, 41-45, 82      |
| It's the Jinniflash (slave strobe)                                  | Louis E. Garner Jr.                    | jun-66 | 56-59                    |
| Build the Musette Color Organ                                       | Don Lancaster                          | jul-66 | 56-62, 98-99             |
| Update to Solid State (Phono Amplifier)                             | Louis E. Garner Jr.                    | sep-66 | Framsida, 41-44          |
| IC-67 Metal Locator                                                 | Don Lancaster                          | jan-67 | Framsida, 41-48, 94-99   |
| The "Brute 70" (power amplifier)                                    | E. G. Louis                            | feb-67 | Framsida, 41-46, 86, 92  |
| CB "Audio Leveler"                                                  | Daniel Meyer                           | feb-67 | 55-58, 100               |
| The Supertrol                                                       | Don Lancaster                          | mar-67 | Framsida, 41-44, 94      |
| Mule Box (Outboard converter for CB radio)                          | Daniel Meyer                           | mar-67 | 45-50, 95                |
| Two-By-Two Stereo Preamplifier                                      | Daniel Meyer                           | mar-67 | 69-72, 98, 100           |
| Build the "Mini-Verb" (audio reverberation)                         | Daniel Meyer                           | maj-67 | 41-46, 86, 92            |
| Build the "Beachcomber" (metal locator)                             | Daniel Meyer                           | jul-67 | Framsida, 27-32,84       |
| Spots Before Your Eyes (Electronic Dice)                            | Don Lancaster                          | sep-67 | Framsida, 29-34          |
| Direct Readout IC Frequency Meter                                   | Don Lancaster                          | okt-67 | 53-56, 98                |
| Music a la Theremin                                                 | Louis E. Garner Jr.                    | nov-67 | Framsida, 29-33, 102-103 |
| Police Special II                                                   | George J. Whelan                       | nov-67 | 41-48, 92-95             |
| L'il Tiger Stereo Power Amplifier                                   | Daniel Meyer                           | dec-67 | Framsida, 29-33, 98      |
| Build an Electronic Reverb-b-b Adapter                              | Daniel Meyer                           | jan-68 | 41-44                    |
| Low-Cost Counting Unit                                              | Don Lancaster                          | feb-68 | Framsida, 27-32          |
| Experimenter's Short-Proof Power Supply                             | James W. Cuccia                        | feb-68 | 53-56                    |
| Build ultra-fast electronic stopwatch.                              | Don Lancaster                          | mar-68 | Framsida, 27-34          |
| The FERRET Drags Them In (Short-wave)                               | George J. Whelan                       | mar-68 | 41-44, 105, 110          |
| Universal strobe goes psychedelic.                                  | James W. Cuccia                        | mar-68 | 45-48, 98                |
| Build the M/M/M Instrument Amplifier                                | Daniel Meyer                           | apr-68 | 43-47, 99                |
| Build the Sonolite.                                                 | Daniel Meyer                           | maj-68 | Framsida, 27-33          |
| Build the M/M/M Instrument Amplifier (Part 2)                       | Daniel Meyer                           | maj-68 | 31-35, 40                |
| The Amazing People Detector                                         | Louis E. Garner Jr.                    | jun-68 | Framsida, 27-32, 93      |
| Build the G-Whiz (accelerometer)                                    | George J. Whalen                       | sep-68 | Framsida, 29-40          |
| Build a musical Pitch Reference                                     | Don Lancaster                          | sep-68 | 41-47, 103               |
| Build the Sports Timer                                              | Don Lancaster                          | okt-68 | 31-41, 112-114           |
| All-Purpose Nixie Readout                                           | Leslie Solomon and Alexander W. Burawa | nov-68 | 67-71                    |
| Build the Popular Electronics Digital Volt Ohmmeter                 | Don Lancaster                          | dec-68 | Framsida, 29-40, 108     |
| Top-Rated AM Tuner                                                  | Jim Cuccia                             | jan-69 | 43-46, 112               |
| Third-Generation DCU                                                | C. P. Troemel                          | feb-69 | 43-49                    |
| Build the Popular Electronics Universal Frequency Counter           | Don Lancaster                          | mar-69 | 33-47                    |
| Build the Popular Electronics Universal Frequency Counter (Part 2)  | Don Lancaster                          | apr-69 | 41-45                    |
| Build The FET Preamp                                                | Daniel Meyer                           | maj-69 | Framsida, 27-33          |
| Tigers That Roar (Amplifier)                                        | Daniel Meyer                           | jul-69 | 51-63, 99                |
| Psychedelia ! (color organ)                                         | Don Lancaster                          | sep-69 | Framsida, 27-44          |
| Build the homesteader.                                              | Daniel Meyer                           | okt-69 | 71-73, 114               |
| Two-Tone "Waverly" Alarm                                            | Don Lancaster                          | feb-70 | Framsida, 29-31          |
| Build Numeric Glow Tube DCU                                         | Don Lancaster                          | feb-70 | 33-47                    |
| Security 1 (speech scrambler)                                       | J Pina                                 | mar-70 | Framsida, 27-33          |
| Build the No-Bounce Pushbutton                                      | Don Lancaster                          | mar-70 | 51-53                    |
| One-Step Motion Detector                                            | Daniel Meyer                           | mar-70 | 57-61, 104               |
| Numitron Readout                                                    | Vincent Wood                           | mar-70 | 73-75                    |
| Build the Digital Logic Microlab                                    | Don Lancaster                          | apr-70 | Framsida, 27-34, 40-41   |
| Build the 100-kHz Standard                                          | Don Lancaster                          | apr-70 | 56-58, 105               |
| Build a Shift Register                                              | Don Lancaster                          | maj-70 | 43-47                    |
| Build a Signal Injector                                             | Don Lancaster                          | jun-70 | 43-45                    |
| Assembling the Popular Electronics Mini-DVM                         | Don Lancaster                          | sep-70 | Framsida, 35-52          |
| Assembling a Universal Tiger                                        | Daniel Meyer                           | okt-70 | 31-45                    |
| Assemble a Digital Measurements Lab 20-MHz frequency counter module | Daniel Meyer                           | nov-70 | 51-63, 96-98             |
| Assemble the Digi-Vista (clock)                                     | Charles G. Kay and Daniel Meyer        | dec-70 | Framsida, 25-32          |
| Build an SCA Adapter of FM Reception                                | Vincent Wood                           | dec-70 | 53-60                    |
| Time-Period Module for the Digital Measurements Lab                 | Daniel Meyer                           | jan-71 | 63-67, 93                |
| Assemble the Six-Digit Digi-Vista (clock)                           | Charles G. Kay and Daniel Meyer        | jan-71 | 71-74                    |
| Build the Psych-Tone                                                | Don Lancaster                          | feb-71 | Framsida, 25-35          |
| Ultimate Decimal Counter                                            | Daniel Meyer                           | feb-71 | 45-48                    |
| Build a Digi-Viewer (IC Tester)                                     | Don Lancaster                          | mar-71 | Framsida, 41-46          |
| The Princeps Puzzle                                                 | James W. Cuccia                        | maj-71 | 26-32                    |
| Build the Five Forty Power Amplifier                                | Daniel Meyer                           | maj-71 | 49-57                    |
| Digital Thermometer Module for the Digital Measurements Lab         | Daniel Meyer                           | jun-71 | 69-71, 96                |
| The Plastic Tiger Audio Power Amplifier                             | Daniel Meyer                           | okt-71 | Framsida, 27-34, 100     |
| Heads and Tails (Electronic coin flipper)                           | Jim Crawford                           | jan-72 | 35-37                    |
| Digital volt-ohmmeter plug-in module                                | Daniel Meyer                           | mar-72 | 60-65                    |
| Build a 175-MHz prescaler.                                          | Daniel Meyer                           | apr-72 | 53-55                    |
| Four-Channel Synthesizer                                            | James Bongiorno                        | maj-72 | 32-35                    |
| Build a Distortionless Preamplifier                                 | James Bongiorno                        | jun-72 | 58-62                    |
| ASCII keyboard and encoder                                          | Don Lancaster                          | apr-74 | Framsida, 27-31          |
| Build this nine-channel stereo equalizer                            | Gary Kay                               | maj-74 | Framsida, 27-32          |
| Build the CMOS microlab                                             | Don Lancaster                          | jun-74 | 40-44                    |
| Build Digiviewer II                                                 | Don Lancaster                          | sep-74 | 63                       |
| High-Performance CD-4 Demodulator                                   | Louis Dorren                           | sep-75 | 39-45                    |